# Elecciones parlamentarias de Turkmenistán de 2013
Las elecciones parlamentarias de Turkmenistán de 2013 fueron celebradas el 15 de diciembre. A pesar de que fueron las primeras elecciones en el país bajo un sistema multipartidista, ambos partidos en competencia declararon su lealtad al presidente Gurbanguly Berdimuhamedow. El oficialista Partido Democrático emergió como la mayor facción de la Asamblea con 47 de los 125 escaños, perdiendo su mayoría parlamentaria por primera vez desde la independencia del país.

## Antecedentes
En enero de 2012 fue aprobada una nueva ley de partidos políticos, ante la cual el gobierno señaló que se facilitaría la formación de nuevos partidos que compitieran contra el oficialista Partido Democrático. De esta forma en agosto de 2012 fue creado el Partido de Industriales y Empresarios.

## Campaña
Un total de 283 candidatos fueron inscritos para competir por los 125 escaños en la Asamblea. El Partido Democrático presentó 99 candidaturas, el Partido de Industriales y Empresarios nominó 28 candidatos, mientras que los otros 163 fueron presentados por grupos incluyendo una unión femenina, sindicatos y una organización juvenil.

## Resultados
| Partido                                                                              | Votos   | %     | Escaños |
| ------------------------------------------------------------------------------------ | ------- | ----- | ------- |
| Partido Democrático                                                                  |         |       | 47      |
| Organización de Sindicatos de Turkmenistán                                           |         |       | 33      |
| Partido de Industriales y Empresarios                                                |         |       | 14      |
| Unión de Mujeres de Turkmenistán                                                     |         |       | 16      |
| Organización Juvenil Magtymguly                                                      |         |       | 8       |
| Grupos Ciudadanos                                                                    |         |       | 7       |
| Total                                                                                | 2797637 | 100   | 125     |
| Votantes registrados/Participación                                                   |         | 91.33 |         |
| Fuente: Gobierno de Turkmenistán Archivado el 6 de junio de 2020 en Wayback Machine. |         |       |         |